# Nguyên tố chu kỳ 5
Chu kỳ nguyên tố 5 là hàng thứ 5 trong bảng tuần hoàn (tiêu chuẩn), tương tự chu kỳ 4 nó gồm 18 nguyên tố: 8 ở các nhóm chính, 10 trong nhóm phụ.
| Nhóm | 1     | 2     | 3    | 4     | 5     | 6     | 7     | 8     | 9     | 10    | 11    | 12    | 13    | 14    | 15    | 16    | 17   | 18    |
|      | 37 Rb | 38 Sr | 39 Y | 40 Zr | 41 Nb | 42 Mo | 43 Tc | 44 Ru | 45 Rh | 46 Pd | 47 Ag | 48 Cd | 49 In | 50 Sn | 51 Sb | 52 Te | 53 I | 54 Xe |

| Kim loại kiềm | Kim loại kiềm thổ | Nhóm Lanthan | Nhóm Actini | Kim loại chuyển tiếp |
| Kim loại yếu  | Á kim             | Phi kim      | Halogen     | Khí trơ              |